# Battlefield Play4Free
Battlefield Play4Free foi um jogo de tiro em primeira pessoa desenvolvido pela EA e Easy Studios. Com base na série Battlefield, o jogo apresentava um cenário de guerra moderna. O jogo foi construído a partir de uma versão modificada da engine de Battlefield 2, com melhorias. O jogo também era menos exigente sobre as especificações do computador, semelhante ao Battlefield Heroes.
Como o título do jogo sugeria, o game estava disponível para jogadores on-line gratuitamente (Play for Free). O jogo utilizava um sistema de pagamentos similar ao do Battlefield Heroes. Foi anunciado em 5 de novembro de 2010. A desenvolvedora do jogo anunciou o fechamento do jogo e servidores no dia 14 de julho de 2015.

## Jogabilidade
Battlefield Play4Free reúne elementos de Battlefield 2 e Battlefield: Bad Company 2, havendo dois modos de jogo: Rush e Assault. Suportava até 32 jogadores simultâneos em uma mesma sala. O jogador não possuía a capacidade de escolher para qual time desejava se juntar, de modo que o próprio jogo estabilizava a quantidade de jogadores, nos times dos Estados Unidos da América e da Rússia.

## Encerramento
Por questões de popularidade, a EA decidiu que os servidores do jogo seriam desligados, o que ocorreu no dia 14 de julho de 2015. Jogadores não poderiam ter reembolso sobre créditos comprados no jogo.